# 박준영 (축구 선수)
박준영(朴俊泳, 1995년 3월 15일~)은 대한민국의 축구 선수로, 포지션은 수비수이다.

## 구단 경력
2018시즌 신인선수로 FC서울에 입단하였으며 2019년 8월 25일 제주 유나이티드와의 경기에서 K리그1 데뷔전을 치렀다.
2020시즌 여름 이적시장에서 K리그2의 안산 그리너스에 입단했다.
2021시즌 여름 이적시장을 통해 시흥시민축구단에 입단했다.